# Ardolph L. Kline
Ardolph Loges Kline (ur. 21 lutego 1858 w pobliżu Newton, zm. 13 października 1930 w Brooklynie) – amerykański polityk, członek Partii Republikańskiej.

## Działalność polityczna
Od 10 września 1913 do 31 grudnia 1913 pełnił obowiązki burmistrza Nowego Jorku. W okresie od 4 marca 1921 do 3 marca 1923 przez jedną kadencję był przedstawicielem 5. okręgu wyborczego w stanie Nowy Jork w Izbie Reprezentantów Stanów Zjednoczonych.